# André Green
André Green (Il Cairo, 12 marzo 1927 – Parigi, 22 gennaio 2012) è stato uno psicoanalista francese.
Nacque da una famiglia di ebrei non osservanti. Allievo di Jacques Lacan, dopo aver seguito un'analisi didattica con Maurice Bouvet, fu uno dei più prolifici elementi della scuola psicoanalitica francese del '900. Si ricordano alcuni suoi lavori sul narcisismo, il complesso di castrazione, l'assenza della madre, etc.

## Alcune Opere
- Un œil en trop. Le complexe d'Œdipe dans la tragédie, Paris: Éditions de Minuit, 1969
- (con Jean-Luc Donnet) L'Enfant de çà. Psychanalyse d'un entretien. La psychose blanche (1973), trad. di Antonio Verdolin, Roma: Borla, 1992
- Le Discours vivant. La conception psychanalytique de l'affect (1973), trad. Jean Sanders, Il discorso vivente. La concezione psicoanalitica dell'affetto, Roma: Astrolabio, 1974
- Hamlet et Hamlet. Une interprétation psychanalytique de la représentation (1982), trad. A. Verdolin, Amleto e Amleto. Una interpretazione psicoanalitica della rappresentazione, Roma: Borla, 1991
- (con Marie Delcourt) Héphaïstos ou la légende du magicien. La magie d'Héphaïstos, Paris: Belles Lettres, 1982
- Narcissisme de vie, narcissisme de mort (1983), trad. Laura Felici Montani, Narcisismo di vita, narcisismo di morte, a cura di Carlo Traversa, Roma: Borla, 1985
- Le Langage dans la psychanalyse (Deuxièmes rencontres psychanalytiques d'Aix-en-Provence 1983), trad. A. Verdolin, Il linguaggio nella psicoanalisi, Roma: Borla, 1991
- Le Complexe de castration (1990), trad. Antonio Verdolin, Il complesso di castrazione, Roma: Borla, 1991
- La Folie privée. Psychanalyse des cas-limites (1990), trad. Franco Del Corno, Psicoanalisi degli stati limite. La follia privata, Milano: Raffaello Cortina, 1991
- La Déliaison. Psychanalyse, anthropologie et littérature (1992), trad. Antonio Verdolin, Slegare. Psicoanalisi, antropologia e letteratura, Roma: Borla, 1994
- Révélations de l'inachèvement. À propos du carton de Londres de Léonard de Vinci, Paris: Flammarion, 1992
- Le Travail du négatif (1993), trad. A. Verdolin, Il lavoro del negativo, Roma: Borla, 1996
- (con Manuel Macias) Un psychanalyste engagé. Entretiens (1994), trad. Antonio Verdolin, Uno psicoanalista impegnato. Conversazioni con Manuel Macias, Roma: Borla, 1995
- Seminari romani (1994), a cura di Domenico Chianese, Roma: Borla, 1995
- La Causalité psychique. Entre nature et culture (1995), trad. Federica Giardini, L'avvenire della psicoanalisi e la casualita psichica, Roma-Bari: Laterza, 1995
- Propédeutique. La métapsychologie revisitée (1995), trad. A. Verdolin, Propedeutica. Metapsicologia rivisitata, Roma: Borla, 2001
- Les Chaînes d'Eros. Actualité du sexuel (1997), trad. A. Verdolin, Le catene di Eros. Attualità del sessuale, Roma: Borla, 1997
- Le Temps éclaté (2000), trad. A. Verdolin, Il tempo in frantumi, Roma: Borla, 2001
- La Diachronie en psychanalyse (2000), trad. Roberta Clemenzi Ghisi, La diacronia in psicoanalisi, Roma: Borla, 2006
- (a cura di, con Otto Kernberg) L'Avenir d'une désillusion, Paris: Presses Universitaires de France, 2000
- (a cura di) Courants de la psychanalyse contemporaine, Paris: Presses Universitaires de France, 2001
- Sogno. Riflessioni della psicoanalisi contemporanea (La mia interpretazione della psicoanalisi. Lezione magistrale a Lucca 2004), Pisa: ETS, 2005
- La Pensée clinique, Paris: Éd. Odile Jacob, 2002
- Idées directrices pour une psychanalyse contemporaine (2002), trad. Davide Cavagna, Idee per una psicoanalisi contemporanea, a cura di Franco Del Corno, Milano: Raffaello Cortina, 2004
- Méconnaissance et reconnaissance de l'inconscient, Paris: Presses Universitaires de France, 2002
- (a cura di) Le Travail pysychanalytique, Paris: Presses Universitaires de France, 2003
- (con Dominique Eddé), La Lettre et la mort. Promenade d'un psychanalyste à travers la littérature. Entretiens, Paris: Denoël, 2004
- Jouer avec Winnicott, Paris: Presses Universitaires de France, 2004
- Sortilèges de la séduction. Lectures critiques de William Shakespeare, Paris: Odile Jacob, 2005
- (a cura di) Les Voies nouvelles de la thérapeutique psychanalytique. Le dedans du dehors, Paris: Presses Universitaires de France, 2006
- (con Maurice Corcos), Associations (presque) libres d'un psychanalyste. Entretiens, Paris: Albin Michel, 2006
- Pourquoi les pulsions de destruction ou de mort?, Paris: Éd. du Panama, 2007
- Joseph Conrad: le premier commandement, Paris: Éd. In Press, 2008
- L'Aventure négative, Paris: Hermann, 2009
- Illusions et désillusions du travail psychanalytique (2010), trad. Rosella Prezzo, Illusioni e disillusioni del lavoro psicoanalitico, Milano: Raffaello Cortina, 2011
- Du signe au discours. Psychanalyse et théorie du langage, Paris: Éd. Ithaque, 2011
- Penser la psychanalyse avec Bion, Lacan, Winnicott, Laplanche, Aulagnier, Anzieu, Rosolato, Paris: Éd. Ithaque, 2013